# فرانچسکو لا روسا
فرانچسکو لا روسا (به ایتالیایی: Francesco La Rosa) (زاده ۹ دسامبر ۱۹۲۶ – درگذشته ۸ آوریل ۲۰۲۰) بازیکن فوتبال اهل ایتالیا بود که از سال ۱۹۵۲ میلادی عضو تیم ملی فوتبال ایتالیا بوده و در ۲ بازی ملی حضور داشته‌است. او در بازی‌های ملی‌اش گلی به ثمر نرساند.
فرانچسکو لا روسا آخرین بازی ملی خود را در سال ۱۹۵۲ میلادی انجام داد.